# غمرة السجع (سبع رواضي)
غمرة السجع هي إحدى مشيخات المملكة المغربية، تتبع جغرافيا لإقليم مولاي يعقوب وإداريًا لسبع رواضي. يقدر عدد سكانها بـ 2781 نسمة حسب الإحصاء الرسمي للسكان والسكنى لسنة 2004.